# Pôle Nord
Vous lisez un « bon article » labellisé en 2009.
Cet article concerne le pôle Nord géographique. Pour les autres définitions, voir Pôle Nord .

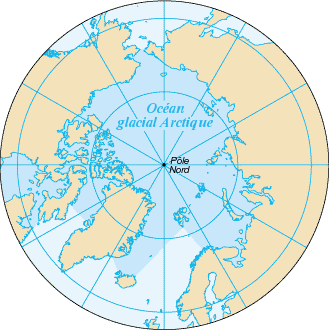
Projection cartographique illustrant l'océan Arctique et le pôle Nord.

Le pôle nord géographique terrestre, ou simplement pôle Nord, est le point le plus septentrional de la planète Terre. Il est défini comme le point d’intersection de l'axe de rotation de la Terre avec la surface terrestre de l'hémisphère nord, où tous les méridiens et les fuseaux horaires se rencontrent. Ce point géographique n'est pas fixe par rapport à l'axe de rotation de la Terre, car elle oscille faiblement suivant une période d'environ quatorze mois. Néanmoins, on considère souvent que sa position est fixe par commodité.
Le pôle Nord géographique est distinct du pôle Nord magnétique, le point central du champ magnétique terrestre vers lequel toutes les boussoles pointent. Ce concept, appelé « vrai Nord », a été découvert, décrit et rapporté par le scientifique polymathe chinois Shen Kuo au XIe siècle[réf. nécessaire].

Le pôle Nord se situe au milieu de l'océan Arctique, au-dessus de la plaine abyssale polaire (nommée aussi bassin d'Amundsen ou encore bassin du Fram) et à proximité de la dorsale de Lomonossov. À la verticale du pôle, l'océan atteint une profondeur de 4 261 mètres et est couvert en permanence par la banquise arctique, contrairement au pôle Sud situé sur la masse continentale Antarctique. Hormis certains bancs de gravier non permanents, la terre émergée la plus proche est l'île Kaffeklubben, située à 707 kilomètres du pôle.

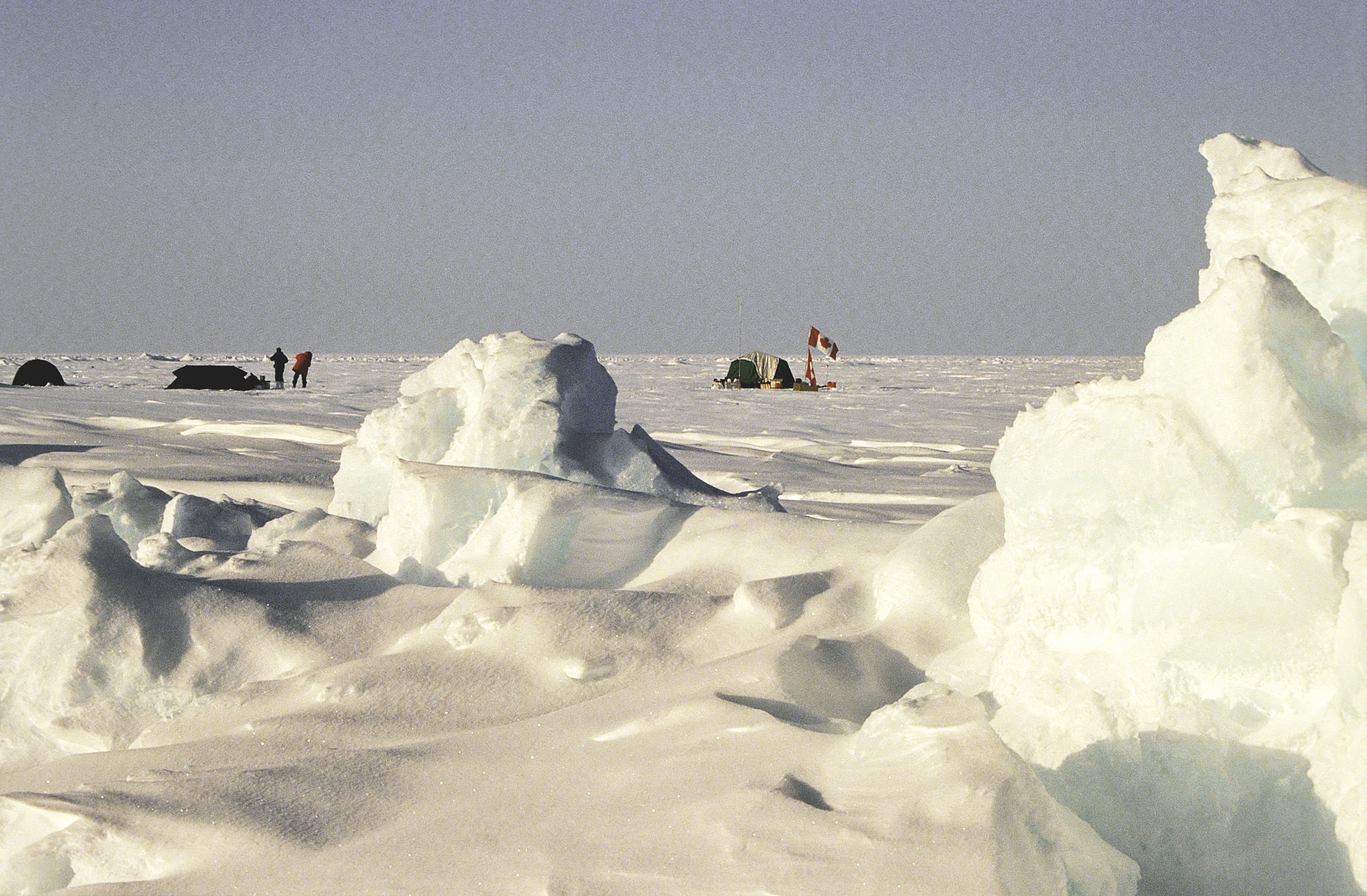
Crête de pression de la banquise au Pôle Nord, l’épaisseur de la banquise mesurée le 17 avril 1990 était 2.30 m.

La première exploration du pôle Nord, bien que contestée, est attribuée à l'Américain Frederick Cook qui aurait atteint le pôle le 21 avril 1908, mais il aurait maquillé son trajet réel. Le Congrès des États-Unis a plutôt attribué la première exploration à l'Américain Robert Peary qui prétend avoir atteint le pôle Nord le 6 avril 1909, mais les historiens contestent ce fait depuis la découverte d'une copie du journal de Peary, qui se serait trompé dans ses estimations. La première exploration confirmée du pôle Nord revient donc au Norvégien Roald Amundsen et à l'Italien Umberto Nobile, qui le survolent à bord d'un ballon dirigeable le 12 mai 1926.
La température du pôle Nord peut varier entre −43 °C et 0 °C, ce qui favorise la permanence de la glace de mer dont l'épaisseur varie entre deux et quatre mètres. La banquise est cependant menacée et l'océan Arctique pourrait être libre de glace dans le courant du XXIe siècle, en partie du fait du réchauffement climatique et de la diminution de l'effet albédo. Cette situation nouvelle rendra plus facile l'accès aux ressources du sous-sol Arctique et une dispute territoriale est enclenchée entre les cinq pays limitrophes de l'Arctique : le Canada, la Russie, la Norvège, le Danemark et les États-Unis. Bien que le pôle Nord soit hors des zones économiques exclusives de ces pays, la découverte récente de la dorsale de Lomonossov relance le débat de la souveraineté territoriale de l'Arctique.

## Géographie

### Localisation

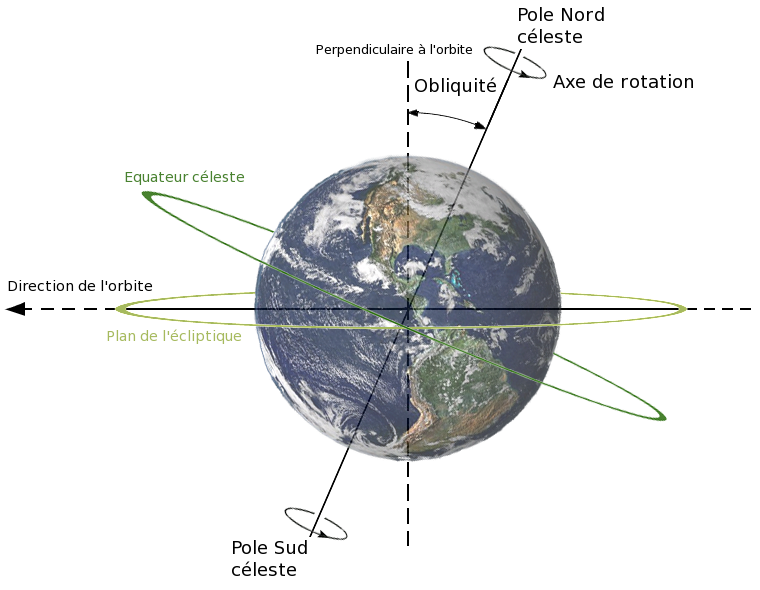
Inclinaison de l'axe de la Terre (obliquité) et son rapport aux plans de l'écliptique.

L'axe de rotation de la Terre est incliné de 23° 26′ 13" par rapport à l'écliptique, le plan de l'orbite héliocentrique de la Terre. Le pôle Nord définit les géodésiques de latitude 90° Nord (Φ = + π / 2), ainsi que la direction du vrai Nord, alors que sa longitude peut être définie comme n'importe quelle valeur (-π ≤ λ ≤ + π). L'axe de rotation — et donc la position du pôle Nord — fut longtemps considéré comme fixe par rapport à la surface de la Terre, mais au XVIIIe siècle, le mathématicien Leonhard Euler pressent que l'axe pourrait osciller. Au début du XXe siècle, les astronomes ont remarqué une petite variation de la latitude telle que déterminée pour un point fixe sur la Terre à partir de l'observation des étoiles. D'une portée de quelques mètres pour les plus fortes oscillations, l'errance du pôle à la surface de la Terre, semblable au mouvement d'une toupie, a plusieurs composantes périodiques et irrégulières. La composante périodique de 433 jours, identifiée aux huit mois prévus par Euler, est désormais appelée oscillation de Chandler. Le point exact de l'axe de la Terre, à un moment donné, est appelé le « pôle instantané », mais en raison de l'oscillation des pôles, on ne peut pas l'utiliser comme définition d'un pôle fixe lorsqu'une mesure précise à l'échelle du mètre est requise.
L'oscillation de l'axe de rotation terrestre serait due principalement aux variations saisonnières de la masse de la calotte glaciaire et de la répartition des précipitations neigeuses. En 2005, un changement de direction et de vitesse anormal du déplacement du pôle Nord géographique vers le Groenland a été observé. Ce changement est fortement corrélé à l'accélération de la fonte des glaces au Groenland et plus faiblement sur tout le globe.
Un système fixe de coordonnées terrestres (latitude, longitude et altitude, ou l'orographie) serait utile, mais compte tenu de la dérive des continents, de la hausse et de baisse de la Terre en raison des volcans, de la précession des équinoxes, de l'érosion, entre autres, il n'y a pas de système dans lequel toutes les caractéristiques géographiques puissent être fixées. L’International Earth Rotation and Reference Systems Service et l'Union astronomique internationale ont donc défini un cadre appelé le « Système international de référence terrestre ». Le pôle Nord de ce système définit à présent le Nord géographique pour le travail de précision, mais il ne coïncide pas exactement avec l'axe de rotation terrestre.
Comme il n'y a pas de présence humaine permanente au pôle Nord, il n'y a pas d'heure ni de fuseau horaire officiellement attribués à cette région du globe, mais en pratique le pôle comporte tous les fuseaux en un seul point. Étant donné que toutes les lignes de longitude s'y rencontrent, on peut marcher à travers tous les fuseaux horaires en une seconde en tournant autour du pôle. De plus, les heures locales étant à peu près synchronisées sur la position du Soleil à son zénith, cette approximation ne fonctionne pas au pôle Nord, car il est continuellement dans le ciel durant six mois.
Les expéditions polaires peuvent utiliser un fuseau horaire qui leur convienne, généralement le fuseau horaire de leur base de ravitaillement, ou encore n'importe quelle unité du Temps moyen de Greenwich (GMT), du Temps universel coordonné (UTC), ou le fuseau horaire du pays de leur choix. Cependant, la convention veut que l'on utilise le fuseau UTC+0, contrairement au pôle Sud où l'on utilise le UTC+12 (fuseau horaire de la Nouvelle-Zélande durant l'été austral).

### Climat

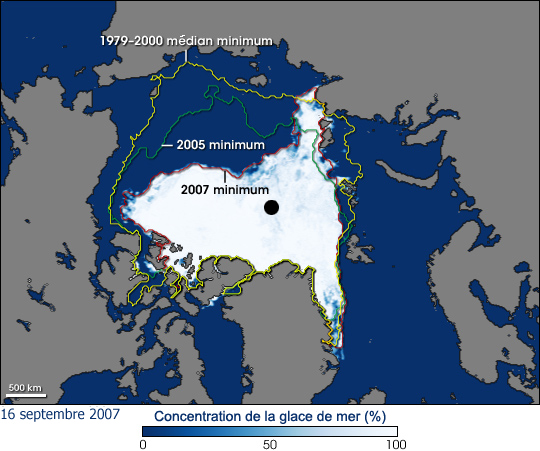
Retrait des glaces entre 2005 et 2007.

Le pôle Nord est nettement plus chaud que le pôle Sud, car il se situe au niveau de la mer au milieu d'un océan qui agit comme un réservoir de chaleur, plutôt qu'en altitude sur une masse continentale. En hiver (janvier), la température au pôle Nord peut varier de −43 à −26 °C, pour une moyenne de −34 °C. La température moyenne d'été (juillet) se situe autour du point de congélation (0 °C).
La glace de mer du pôle Nord est d'environ deux ou trois mètres d'épaisseur, mais il existe des variations considérables, et parfois la circulation des banquises expose la surface maritime. Une récente étude[Quand ?] financée par l'Union européenne et publiée dans la revue Geophysical Research Letters a montré que la moyenne de l'épaisseur de la glace a diminué au cours des dernières années[Depuis quand ?]. Selon les chercheurs du Centre for Polar Observation and Modelling (CPOM) de l'University College de Londres (UCL) au Royaume-Uni, la diminution de la banquise est attribuée au réchauffement climatique et à l'océan Arctique de plus en plus exposé au rayonnement solaire. L'accélération drastique de la fonte des glaces de mer en Arctique n'avait pas été prévue par les modèles climatiques, car ils ne tenaient pas compte de l'effet albédo ; plus l'océan Arctique se libère de ses glaces, plus la chaleur des rayons solaires est absorbée par l'eau, accélérant la fonte de la calotte polaire,.
En 2008, des scientifiques prédisent que le pôle Nord pourrait devenir libre de glace durant l'été dès 2050.
De récentes découvertes[Quand ?] confirment que le pôle Nord a connu un climat subtropical, il y a 55 millions d'années. La mission Arctic Coring Expedition (ACEX) a récolté des carottes de glaces sur la dorsale de Lomonossov en 2004, dont l'analyse révèle la présence de microfossiles de plantes et d'animaux typiques d'un environnement de mer chaude (environ 20 °C) et peu profonde subtropicale. Les fossiles trouvés à 400 mètres sous le plancher océanique datent du maximum thermique de la période du Paléocène-Éocène.

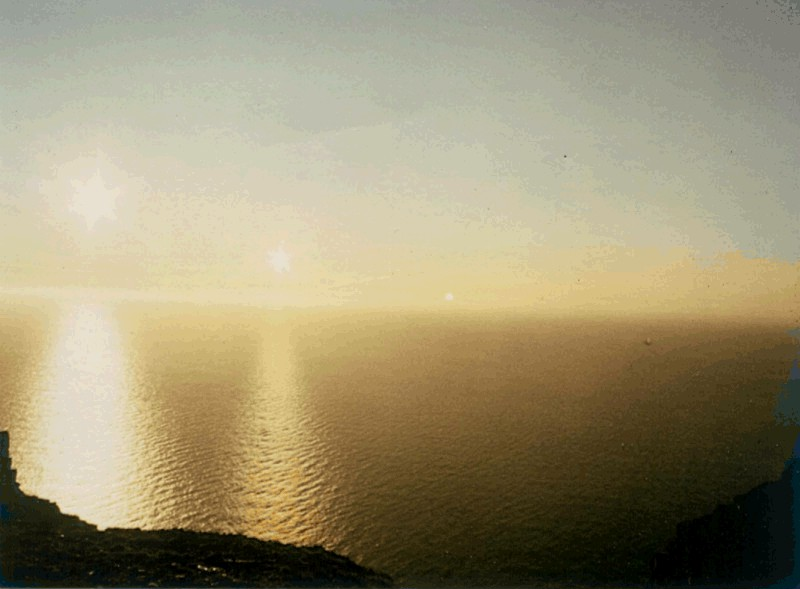
Progression du jour polaire
Cap Nord, Norvège.

Au pôle Nord, le Soleil est en permanence au-dessus de l'horizon pendant les mois d'été et de façon permanente au-dessous de l'horizon pendant les mois d'hiver. Le lever du soleil a lieu juste avant l'équinoxe vernal (environ le 19 mars). Le Soleil prend ensuite trois mois pour atteindre son point culminant, soit environ 23,4368° d'élévation, au solstice d'été (environ le 21 juin). Ensuite, il commence à redescendre pour atteindre le coucher du soleil juste après l'équinoxe d'automne (environ le 24 septembre). Quand le Soleil est visible dans le ciel polaire, il semble se déplacer dans un cercle au-dessus de l'horizon. Ce cercle passe peu à peu de près de l'horizon, juste après l'équinoxe vernal à son maximum d'élévation (en degrés) au-dessus de l'horizon au solstice d'été et redescend vers l'horizon avant de passer à l'équinoxe d'automne,.
Au pôle le crépuscule civil dure environ deux semaines avant le lever et après le coucher du soleil, alors que le crépuscule astronomique dure environ sept semaines avant le lever et après le coucher du soleil.
Ces effets sont causés par une combinaison de l'inclinaison axiale de la Terre et de sa révolution autour du Soleil. La direction de l'inclinaison axiale de la Terre, ainsi que son angle par rapport au plan orbital de la Terre autour du Soleil, restent à peu près constants au cours d'une année (les deux évoluent très lentement sur de longues périodes de temps). Au milieu de l'été, le pôle Nord est incliné vers le Soleil à son maximum. Au cours de l'année, la Terre se déplace autour du Soleil et le pôle Nord se détourne progressivement (par rapport au Soleil), pour finalement s'en éloigner au maximum. La même séquence s'observe au pôle Sud avec six mois de décalage.

### Faune et flore

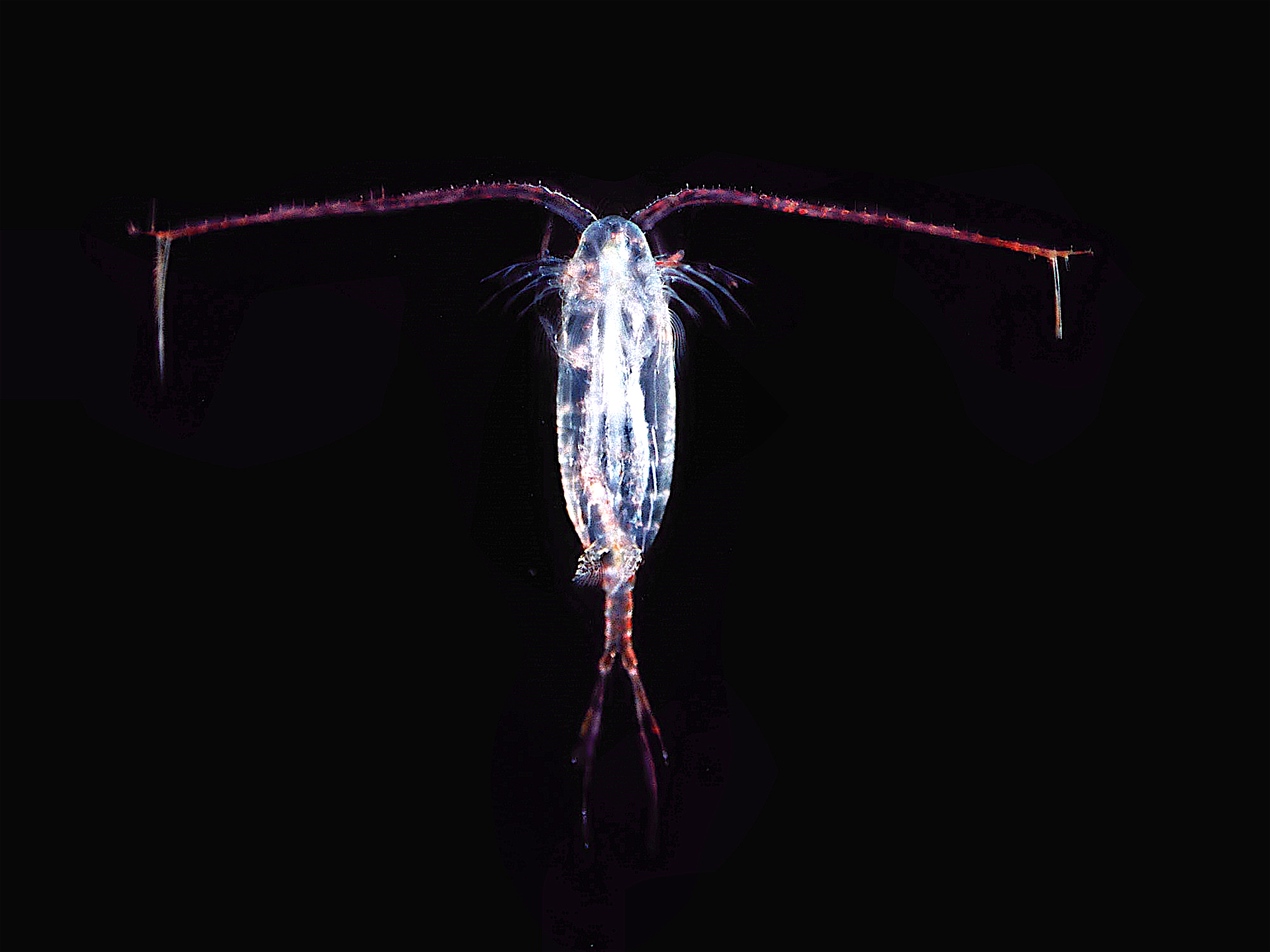
Le copépode se nourrit du phytoplancton sous la calotte glaciaire.

Les animaux et les végétaux de l'Arctique sont, par leur physique et leur comportement, adaptés aux conditions particulières des régions au nord du cercle Arctique (66° 32′ Nord). La courte saison de croissance est certainement le facteur le plus contraignant pour la faune et la flore arctiques, limitées par la température, la lumière et la calotte glaciaire. La productivité marine au pôle est plus ou moins importante selon les années, les saisons et la proximité au pôle, ainsi la croissance de la biomasse ne dépasse pas 100 mgC/m2/jour au centre du bassin polaire, elle est de deux à cinq fois moins importante que dans la zone ouverte de l'océan Arctique. La présence de la vie sous cette partie de la banquise arctique n'est pas plus importante qu'en haute mer ; la production primaire mesurée en Méditerranée occidentale est équivalente, contrairement aux zones de très haute production comme les côtes froides du Pérou où la biomasse est cent fois plus productive.
Cette biomasse arctique est principalement constituée de zooplancton tel que les amphipodes benthiques se nourrissant du phytoplancton (dinoflagellés et diatomées) qui poussent dans les couches inférieures et sous la surface submergée de la glace flottante. Même durant l'hiver, certaines algues peuvent continuer leur processus de photosynthèse en profitant des très faibles lueurs de la nuit polaire. Cette production attire les poissons, les cétacés et les phoques durant l'été, parfois même à proximité du pôle. Les récits témoignant d'une présence animale autour du pôle Nord demeurent tout de même anecdotiques, mais on observe une importante perturbation de la productivité causée par le réchauffement climatique. En effet, on peut observer plus de 275 espèces de plantes et d'animaux se rapprochant du pôle durant l'été en raison du réchauffement.

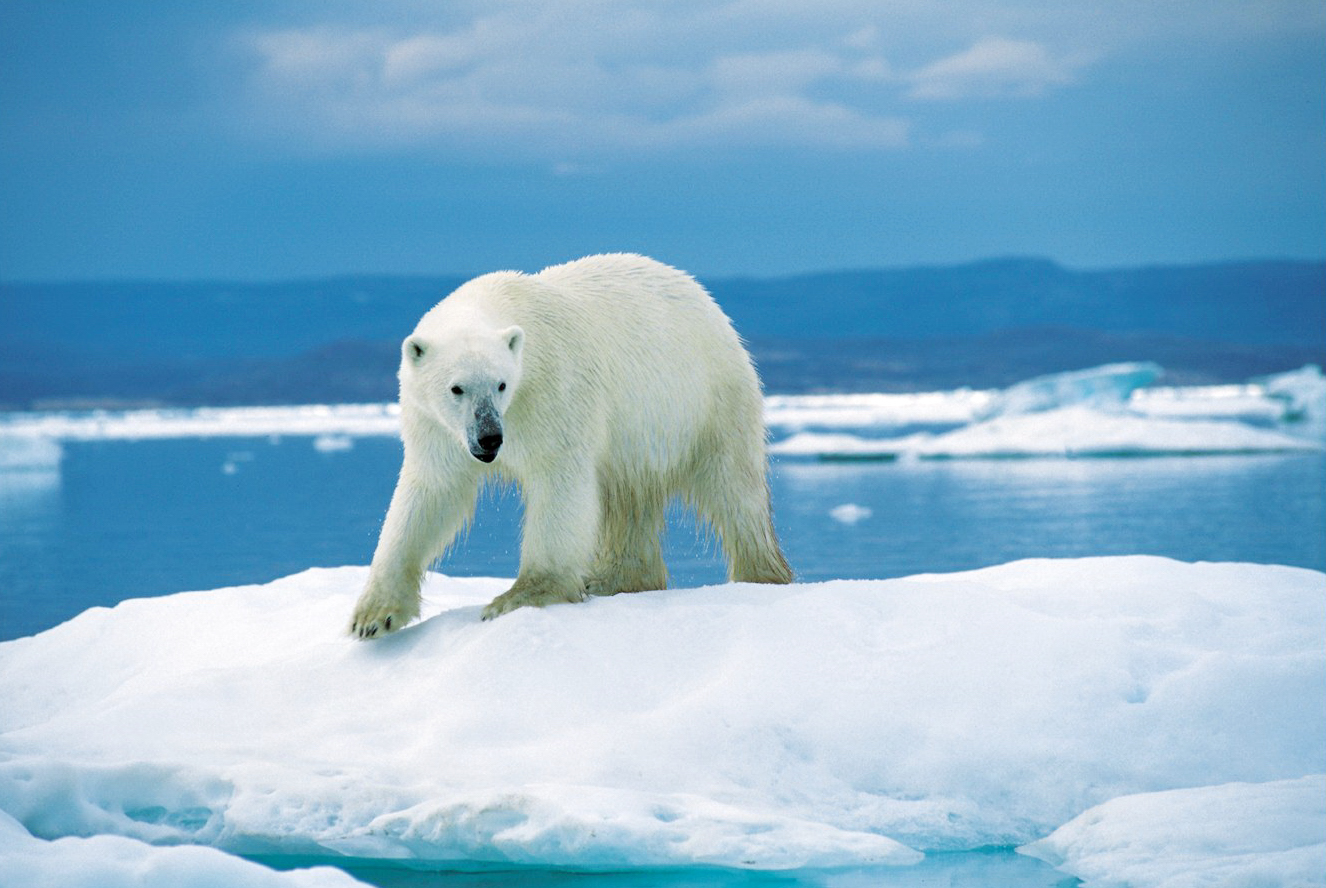
Ours blanc (Parc national d'Ukkusiksalik, Nunavut, Canada).

La pêche halieutique autour de cette zone est favorisée tandis que la mégafaune est défavorisée. L'ours blanc se déplace rarement au-delà de 82° de latitude Nord, en raison de la rareté de la nourriture, bien que des traces soient parfois observées près du pôle Nord. Une expédition en 2006 a signalé avoir observé un ours blanc à un peu plus d'un kilomètre du pôle. Le phoque annelé a également été observé près du pôle, et un renard polaire a été vu à moins de 60 kilomètres, à 89° 40′ Nord.
Parmi les oiseaux observés près du pôle, plusieurs espèces ont été signalées : des bruants des neiges, des fulmars boréaux et des mouettes tridactyles, bien que certaines observations puissent être faussées par le fait que les oiseaux ont tendance à suivre les navires et les expéditions. Des poissons ont été vus dans les eaux au pôle Nord, mais ils sont probablement peu nombreux. Bien que certaines espèces puissent comporter un grand nombre d'individus, le froid polaire ralentit leur métabolisme et elles peuvent mettre jusqu'à deux ans en eau polaire avant d'atteindre leur maturité sexuelle.
La pollution des eaux arctiques a également un impact important sur la natalité via la chaîne alimentaire du cercle polaire. Certains métaux lourds tels que le zinc, le cadmium, le mercure et le sélénium sont concentrés dans l'océan Arctique par les courants marins provenant des océans Atlantique et Pacifique. Les polluants bioaccumulés dans le métabolisme d'un individu augmentent avec l'absorption des niveaux inférieurs du réseau alimentaire océanique. Ainsi, des contaminants peuvent être présents en quantité infime dans le zooplancton, mais on observe des taux anormalement concentrés dans le métabolisme des espèces superprédatrices comme les oiseaux de mer, les phoques, les ours et même à l'extrémité de la chaîne, chez les humains. Des prélèvements de sang de cordon des nouveau-nés inuits révèlent un taux de polychlorobiphényles quatre fois plus grand et un taux de mercure quinze à vingt fois plus élevé que chez les bébés nés plus au sud. Ces polluants présents dans les métabolismes ont un impact sur le taux de natalité, et peuvent provoquer des déficits de neurotransmission et divers problèmes cognitifs.

### Géopolitique

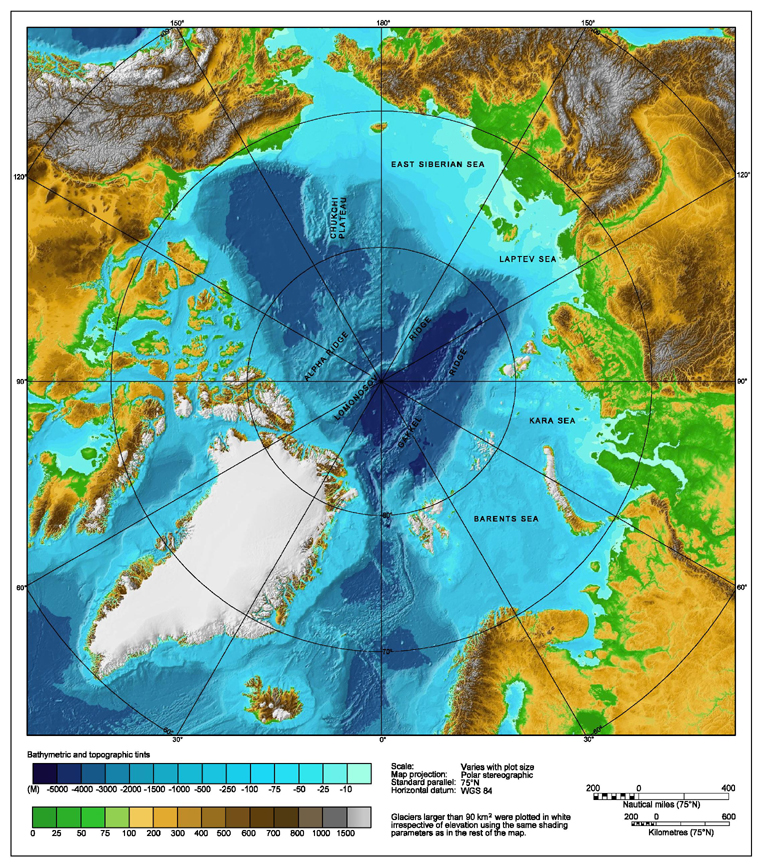
Carte bathymétrique montrant la dorsale de Lomonossov.

L'océan Arctique est identifié depuis des décennies comme une région riche en pétrole et en gaz naturel. Dans une publication datant de juillet 2008, le United States Geological Survey estime que le sous-sol arctique renfermerait 90 milliards de barils de pétrole, 1 670 billions de pieds cubes de gaz naturel et 44 millions de barils de gaz naturel liquide. Cette situation rend le pôle Nord et l'Arctique très convoités par les pays limitrophes.
En vertu du droit international, aucun pays ne possède actuellement le pôle Nord ou la région de l'océan Arctique qui l'entoure. Les cinq États limitrophes de l'Arctique, soit la Russie, le Canada, la Norvège, le Danemark (via le Groenland), et les États-Unis (via l'Alaska), sont limités à une zone économique exclusive de 200 milles marins (environ 370 kilomètres) autour de leurs côtes. Au-delà de ces ZEE, la zone restante, qui représente plus d'un million de kilomètres carrés, n'est attribuée à aucun pays et c'est l'Autorité internationale des fonds marins qui administre ce territoire.
Lors de la ratification de la Convention des Nations unies sur le droit de la mer, un pays a une période de dix ans pour faire valoir légalement sa zone de 200 milles marins. Ainsi, la Norvège (qui a ratifié la convention en 1996), la Russie (en 1997), le Canada (en 2003) et le Danemark (en 2004) ont tous lancé des projets pour revendiquer certains secteurs de l'Arctique.

Carte illustrant les revendications territoriales en Arctique.

En 1948, une expédition russe fait la découverte de la dorsale de Lomonossov, une structure géologique s'étendant sur 1 800 kilomètres depuis les îles de Nouvelle-Sibérie jusqu'au large du Groenland, et de l'île d'Ellesmere. Ce n'est qu'au début des années 2000 que la dorsale océanique attire l'attention de la communauté internationale, à la suite de la requête officielle de la fédération de Russie auprès de la commission des Nations unies, portant sur la limite du plateau continental. Le document propose d'établir une nouvelle limite périphérique pour le plateau continental russe, en dehors de la zone des 200 milles marins. Cependant l'article 76 de la Convention des Nations unies sur le droit de la mer prévoit qu'une extension de 150 milles marins peut faire l'objet d'une requête, si le plateau continental se prolonge sous l'eau, ce qui exclut la revendication russe dont le plateau se trouve à plus de 1 000 milles marins du pôle.
Le Danemark, le Canada et la Russie se disputent la structure géologique et affirment que la dorsale est une extension de leurs plateaux continentaux respectifs. À la fin juin 2007, quelque soixante-dix géologues russes auraient réussi à prouver que les dorsales médio-océaniques de Lomonossov seraient des extensions du continent eurasiatique, reliant ainsi le pôle Nord au territoire russe,. C'est sur la base de cette affirmation que l'expédition russe Arktika 2007 envoya le brise-glace nucléaire Rossia, le navire de recherche Akademik Fédorov et deux mini-sous-marins, Mir 1 et Mir 2, pour explorer la région. Le 2 août 2007, des scientifiques russes ont plongé à 4 261 mètres sous la surface, et déposé une capsule de titane contenant le drapeau russe, en symbole de leur revendication sur la région,.
Les États-Unis, le Canada et le Danemark contestent la prise du pôle Nord par la Russie. À ce sujet, le ministre canadien des Affaires étrangères, Peter MacKay a déclaré : « Nous ne sommes plus au XVe siècle. Nous ne pouvons plus voyager à travers le monde, planter des drapeaux et proclamer que ce territoire nous appartient. »
La 9e conférence Artic Frontiers se tenait du 18 au 23 janvier 2015 à Tromsø en Norvège. L’envoyé spécial du président de la Russie était Artur Chilingurov, à qui on attribue d’avoir planté un drapeau russe au fond de l’océan du pôle Nord en 2007. M. Chilingurov déclarait que les pays limitrophes de l’arctique avaient démontré sans exagération, qu’ils étaient un modèle de bon voisinage… « Dans l’Arctique, il n’existe pas de problèmes qui requièrent une solution militaire. Nous ne ressentons aucun des effets reliés aux tensions politiques mondiales. » Au mois de mars 2015, la Russie planifie l'ouverture d'un centre de recherche et la station arctique de Barneo.

## Exploration

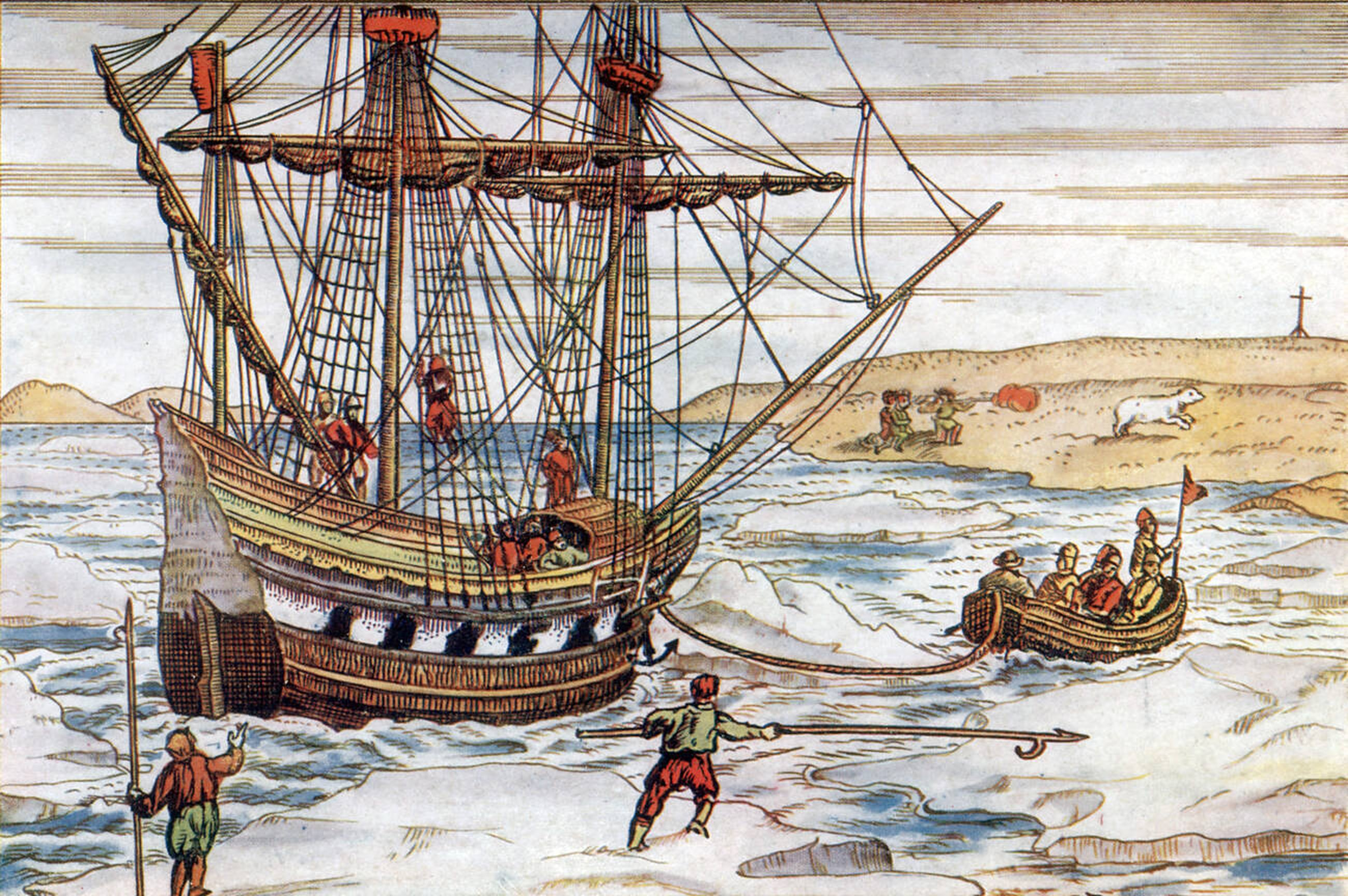
Gravure de 1598 illustrant le bateau de Willem Barentsz pris dans les glaces arctiques.

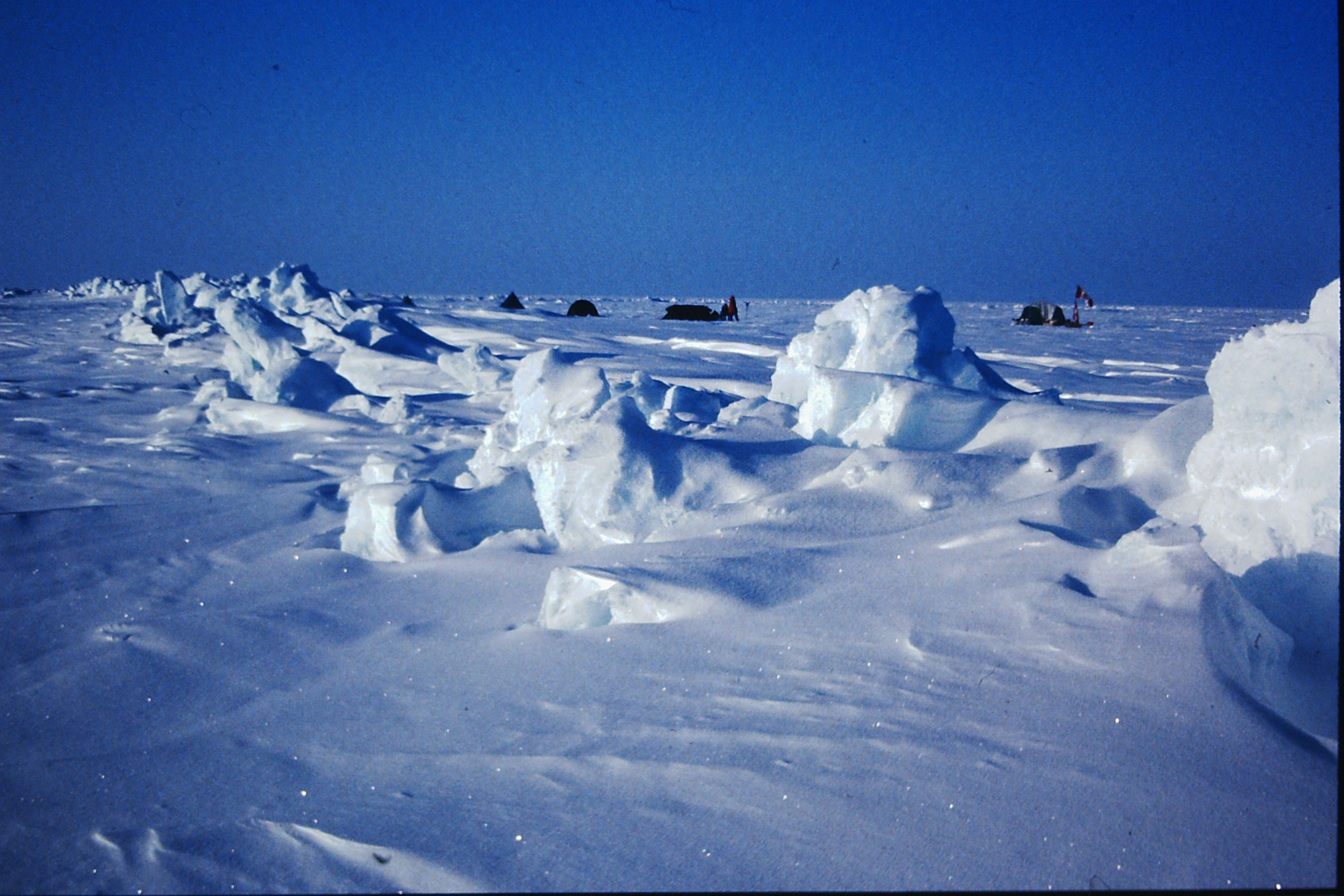
Crête de pression de la banquise au Pôle Nord.

Dès le XVIe siècle, de nombreux géographes estiment que le pôle Nord est situé dans une mer, qui est appelée une polynie au XIXe siècle, ou mer polaire ouverte. Le géographe allemand August Petermann est le principal partisan de l'existence d'une mer polaire libre de glaces. Cette théorie se révèle plus tard erronée, mais elle justifie plusieurs expéditions entre 1853 et 1876. Ces explorateurs espèrent trouver une voie navigable libre de glaces vers le pôle à un moment favorable de l'année.
Le 16 juin 1596, une expédition néerlandaise menée par Willem Barentsz atteint la latitude 79° 49′ Nord, fixant le premier record homologué d'une présence humaine aussi septentrionale. Barentsz meurt l'année suivante.
En 1893, Fridtjof Nansen et Hjalmar Johansen mènent une expédition avec le navire Fram, qui est à l'origine d'un nouveau type de navire, le brise-glace. Ils sont les premiers hommes à s'approcher d'aussi près du pôle Nord, atteignant la latitude 86° 14′ Nord le 8 avril 1895.
En 1908, l'Américain Frederick Cook organise une expédition très légère, et part accompagné de seulement deux Inuits. Il affirme avoir atteint le pôle le 21 avril 1908, mais ne rentre à sa base que le 18 avril 1909, après un long périple. Son témoignage est mis en doute par plusieurs historiens, qui avancent que Cook se serait trompé dans ses estimations. Certains ont également relevé un faisceau d'indices indiquant qu'il aurait pu maquiller son trajet réel et n'aurait en fait jamais tenté d'approcher le pôle Nord. L'histoire de cette expédition est encore aujourd'hui controversée.

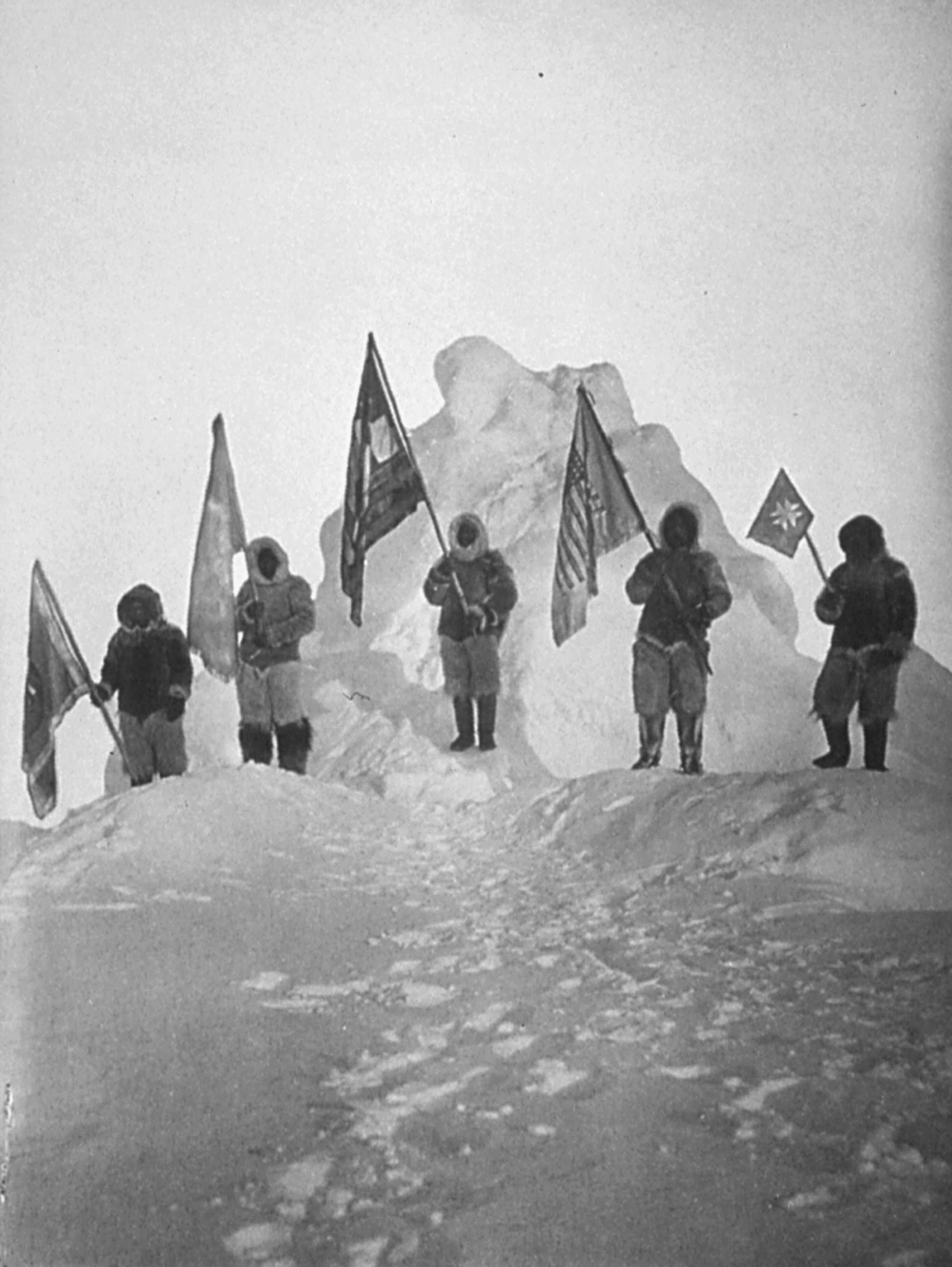
Robert Peary et son équipe à proximité du pôle Nord, le 6 avril 1909.

L'Américain Robert Peary prétend avoir atteint le pôle Nord le 6 avril 1909 accompagné de Matthew Henson et de quatre Inuits – Ootah, Egingwah, Seegloo et Ookeah. Il obtient avec difficulté la reconnaissance de son exploit par le Congrès des États-Unis, qui finit par le désigner officiellement comme le premier homme arrivé au pôle Nord. Depuis la découverte d'une copie du journal de Peary, il semble aujourd'hui presque certain qu'il s'est trompé dans ses estimations, et qu'il ne se soit approché du pôle que d'une quarantaine de kilomètres. La « communauté exploratrice » de l'époque lui reprocha vivement de n'avoir fait aucun relevé de position au cours des derniers 200 kilomètres de son voyage vers le pôle. Robert M. Bryce remarque également que la vitesse moyenne que Peary affirme avoir soutenue lors de son retour est considérée comme humainement impossible, et n'a jamais été égalée depuis. De plus Matthew Henson, un explorateur afro-américain, a devancé de 45 minutes l'expédition et est ainsi le premier de l'expédition à atteindre le pôle. Mais Henson était noir, et ce fut Peary qui obtint tous les honneurs,.

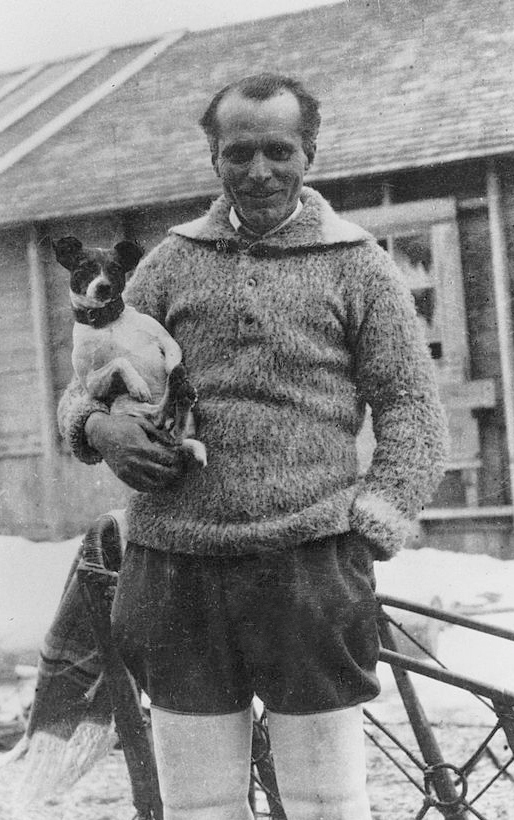
Umberto Nobile en 1926.

Les premiers à atteindre le pôle Nord avec certitude sont l’italien Umberto Nobile et le norvégien Roald Amundsen, qui le survolent à bord du dirigeable italien Norge parti depuis Rome le 29 mars 1926 et ayant transité par Oslo le 14 avril. le 12 mai 1926, les deux hommes survolent le Pôle Nord.
Le Soviétique Ivan Papanine s'y pose en avion le 21 mai 1937, et le Britannique Wally Herbert l'atteint en traîneau à chiens le 5 avril 1969.
En 1958, le sous-marin américain USS Nautilus est le premier sous-marin à atteindre le pôle lors de la traversée de l'Arctique. Il est suivi par le USS Skate en 1959, qui est le premier à faire surface au pôle.
Le 17 août 1977, le brise-glace soviétique à propulsion nucléaire Arktika est le premier navire de surface à atteindre le pôle Nord, démontrant ainsi qu'il est possible de naviguer en été dans les eaux arctiques.
Le 29 avril 1978, l'explorateur japonais Naomi Uemura est le premier à atteindre le pôle Nord en solitaire, au terme d'un voyage de 800 kilomètres. Parti du Cap Columbia au nord de l'Île d'Ellesmere au Canada, il suit les traces de l'expédition de Peary, en traîneau tiré par dix-sept chiens. Il est régulièrement ravitaillé par avion qui lui parachute des vivres.

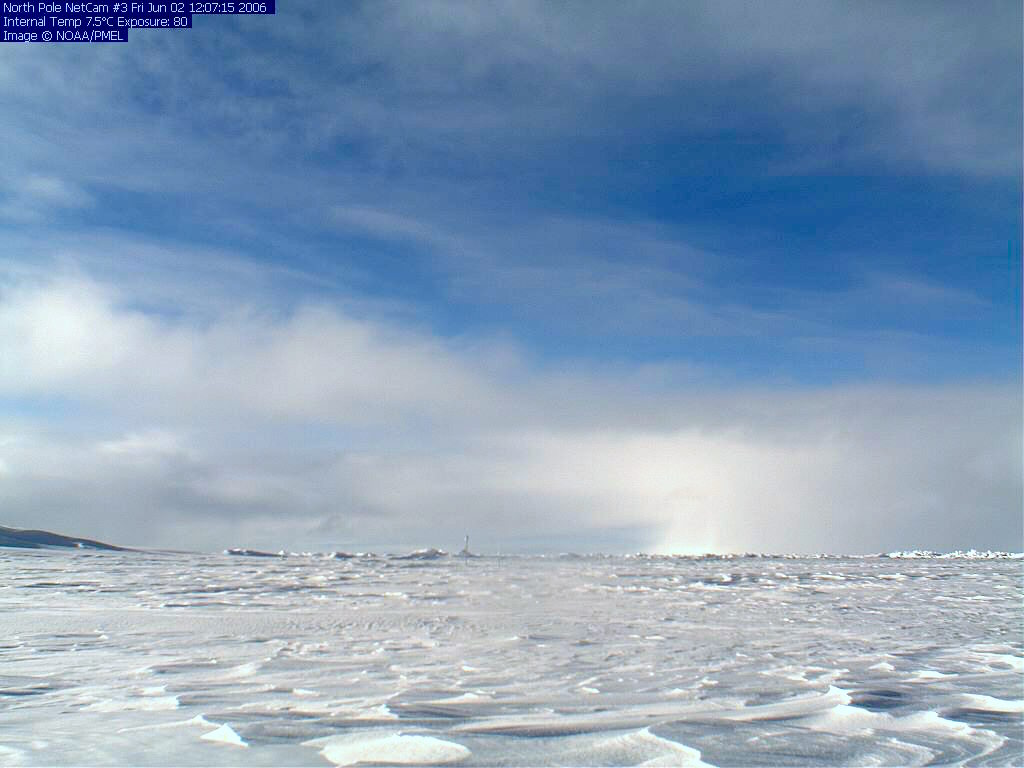
Banquise de l’océan Arctique.

En 1982, Ranulph Fiennes et Charles R. Burton sont les premiers à traverser l'océan Arctique en une seule saison. Le 17 février 1982, ils quittent l'île Crozier au large de l'île d'Ellesmere, et arrivent au pôle Nord géographique le 11 avril 1982. Leur expédition s'est faite à pied et en motoneige. Depuis le pôle, ils regagnent le sud en direction du Svalbard, mais en raison de l'instabilité de la glace, ils mettent fin à leur traversée au niveau de la lisière des glaces, et dérivent vers le sud sur une banquise durant 99 jours. Le 4 août 1982, ils peuvent finalement rejoindre leur navire d'expédition le MV Benjamin Bowring, à la latitude 80° 31′ Nord. À la suite de ce voyage, durant trois ans, Fiennes et Burton participent à l'expédition Transglobe, et deviennent les premiers à faire un circumpolaire, c'est-à-dire le tour du monde par les deux pôles. Cette réalisation demeure incontestée à ce jour, et le Livre Guinness des records décrit Ranulph Fiennes comme « le plus grand explorateur vivant ».
Le 1er mai 1986, la Will Steger International Polar Expedition est la première expédition à atteindre le pôle Nord sans aucun ravitaillement. Les membres de l'équipe sont : Paul Schurke, Brent Boddy, Richard Weber, Geoff Carroll, Ann Bancroft et une équipe de vingt-et-un chiens. Brent Boddy et Richard Weber deviennent ainsi les premiers Canadiens à atteindre le pôle, et Ann Bancroft la première femme. Quelques jours plus tard, le 11 mai, Jean-Louis Étienne est le premier à atteindre le pôle Nord à ski et en solitaire. Il est le premier Français à atteindre le pôle, après 63 jours de marche.
En 1988, l'expédition Polar Bridge est la première traversée de l'océan Arctique à ski. L'expédition est composée de neuf Russes et quatre Canadiens qui parcourent les 1 800 kilomètres séparant le nord de la Sibérie de l'île d'Ellesmere au Canada en passant par le pôle Nord. Richard Weber (Chef de l'équipe canadienne) devint le premier homme à atteindre le pôle Nord à partir des deux côtés de l'océan Arctique. Puis en 1995, Weber en compagnie de Mikhail Malakhov, sont les premiers à atteindre le pôle Nord et en revenir sans aucune assistance, sans ravitaillement et en utilisant uniquement des ressources humaines.

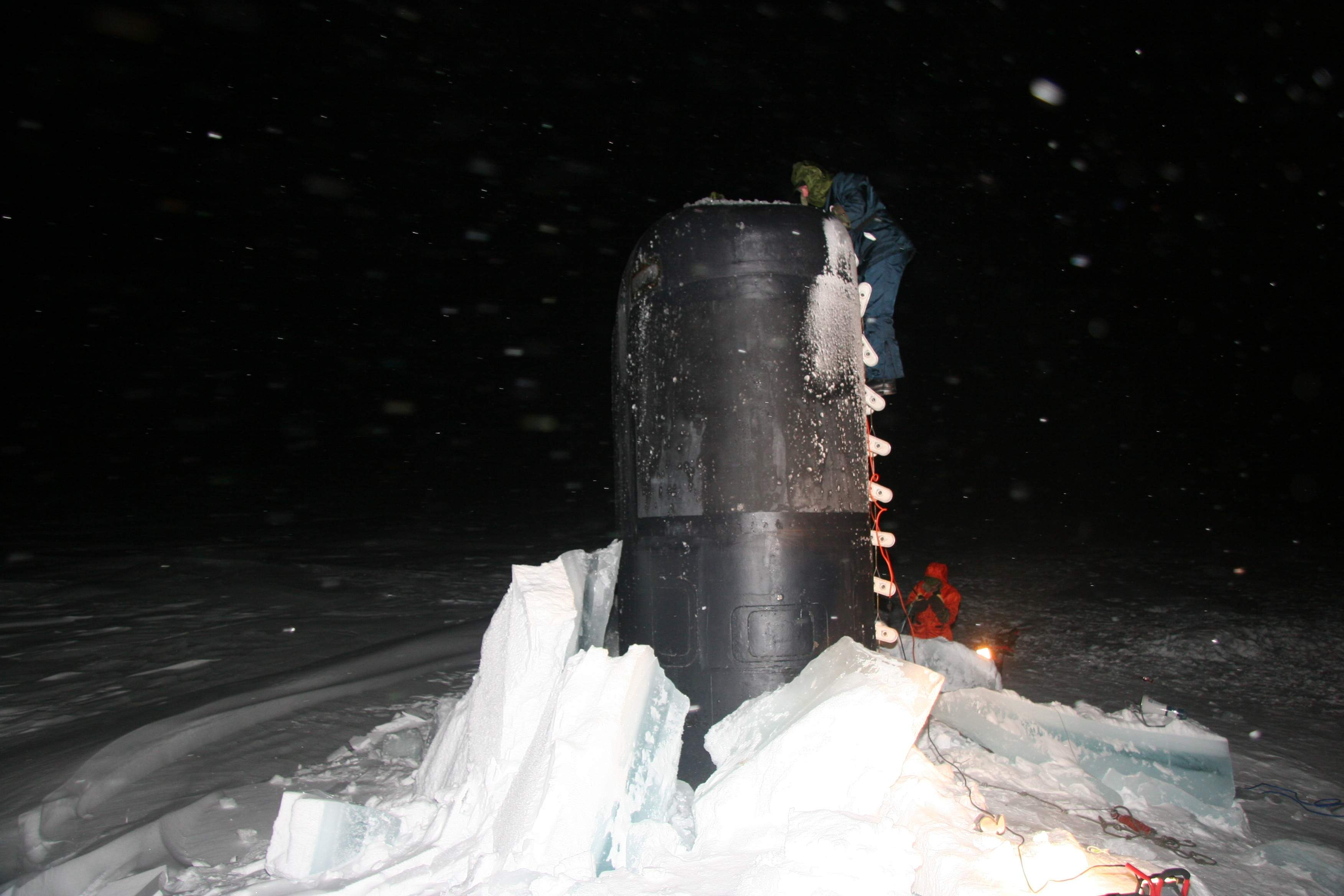
Le a percé 155 centimètres de glace au pôle Nord.

En 2005, le sous-marin nucléaire de classe Los Angeles de la United States Navy, le USS Charlotte, fait surface au pôle Nord, en perçant 155 centimètres de glace. Les 137 membres d'équipage et les 17 officiers passent 18 heures sur la calotte glaciaire. Certains des hommes prennent des photos, tandis que d'autres jouent un match de football.
Le 23 mars 2006, Børge Ousland et Mike Horn sont les premières personnes à atteindre le pôle Nord durant la nuit polaire. Puis, un mois plus tard, le 16 avril 2006, Albert II de Monaco est le premier monarque régnant à atteindre le pôle Nord.
En avril 2007, l'artiste néerlandais en art performance, Guido van der Werve, a réalisé une de ses performances au pôle Nord, en se tenant exactement sur le pôle durant 24 heures, et en tournant lentement dans le sens horaire (la Terre tourne dans le sens antihoraire). En suivant sa propre ombre, Van der Werve n'a pas tourné avec le monde pendant une journée. Cette performance est intitulée Nummer Negen, le jour où je n'ai pas tourné avec le monde. Van der Werve a réalisé un montage vidéo accéléré de ces 24 heures en 9 minutes.
En juillet 2007, le nageur d'endurance britannique Lewis Gordon Pugh a réalisé 1 kilomètre de nage au pôle Nord. Son exploit, entrepris afin de mettre en évidence les effets du changement climatique, a eu lieu en eau libre entre les banquises, durant 18 minutes et 50 secondes et à une température de −1,8 °C,. En 2008, Pugh tente de rejoindre le pôle Nord en kayak à partir de la Norvège, mais doit abandonner après avoir été coincé par les glaces pendant trois jours.

## Représentations culturelles

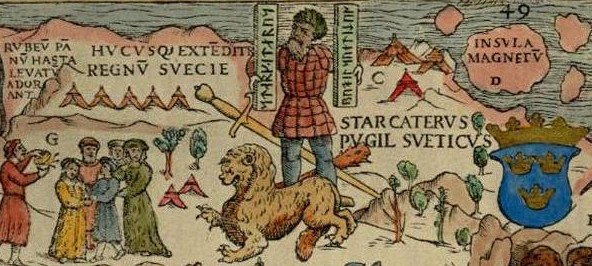
Portion de la Carta Marina de 1539 par Olaus Magnus, indiquant le pôle Nord magnétique matérialisé en la « Insula magnetu(m) » (latin pour « île des aimants ») au large de Mourmansk moderne.

Pour les Américains, la résidence du père Noël se trouve au pôle Nord géographique. En 1983, Postes Canada a attribué le code postal H0H 0H0 au pôle Nord en référence au rire caractéristique du père Noël : « Ho ! Ho ! Ho ! »[source insuffisante].
En 1866, Jules Verne décrit dans son roman Voyages et aventures du capitaine Hatteras le récit d'une expédition menée par un Anglais vers le pôle Nord. Ce roman est fondé sur la théorie erronée de la mer polaire ouverte. Cette quête d'un Éden arctique n'est pas sans rappeler une ancienne mythologie d'Hyperborée, qui situe au pôle Nord, l'étrange axe du monde, la demeure d'êtres surhumains. L'idée populaire faisant du pôle Nord géographique la résidence du père Noël est archétypale d'une transcendance spirituelle faite de pureté. Comme Henry Corbin l'a établi, le pôle Nord joue un rôle clé dans la culture ésotérique du soufisme et du mysticisme iranien : « L'Orient recherché par le mystique, l'Orient, qui ne peut pas être situé sur nos cartes, est en direction du nord, au-delà du nord ».
Le pôle est aussi identifié comme une mystérieuse montagne dans l'océan Arctique, le mont Qaf (cf. Rupes Nigra), dont l'ascension, comme l'escalade du mont du Purgatoire par Dante et Virgile, représente la progression du pèlerin au travers de différents états spirituels. Dans la théosophie iranienne, le pôle céleste, point focal de l'ascension spirituelle, agit comme un aimant pour attirer les êtres à son « palais avec d'immatérielles préoccupations ».